# Кагрілінтид
Кагрілінтид є експериментальним лікарським засобом — аналогом аміліну тривалої дії. Тривають його дослідження для лікування ожиріння та діабету 2 типу в якості монотерапії, так і в комбінації із семаглутидом (препарат CagriSema).

## Дослідження
Систематичний огляд і мета-аналіз лікарського засобу «Кагрізема», опублікований у 2024 році, показав, що кагрізема може сприяти зниженню ваги.
За результатами клінічного дослідження REDEFINE 1, монотерапія кагрілінтидом у дозі 2,4 мг показала наступні результати: середнє зниження ваги на 11,8 % після 68 тижнів лікування при оцінці ефекту за умови дотримання пацієнтами режиму лікування; зниження ваги склало 11,5 %; 6,0 % пацієнтів, які отримували кагрілінтид, досягли зниження ваги на 25 % або більше після 68 тижнів лікування; 82,5 % пацієнтів, які отримували кагрілінтид у дозі 2,4 мг, досягли найвищої дози препарату до кінця дослідження; кагрілінтид продемонстрував безпечний профіль та добру переносимість; найпоширенішими несприятливими реакціями були шлунково-кишкові розлади, більшість з яких були легкими або помірними та зменшувались з часом.
Ці результати показують, що монотерапія кагрілінтидом є ефективною для зниження ваги, хоча й менш ефективною порівняно з комбінацією кагрілінтиду та семаглутиду.